# Мілрой (Пенсільванія)
Мілрой (англ. Milroy) — переписна місцевість (CDP) в США, в окрузі Міффлін штату Пенсільванія. Населення — 1550 осіб (2020).

## Географія
Мілрой розташований за координатами 40°43′9″ пн. ш. 77°35′21″ зх. д. / 40.71917° пн. ш. 77.58917° зх. д. (40.719084, -77.589089).  За даними Бюро перепису населення США в 2010 році переписна місцевість мала площу 2,62 км², з яких 2,61 км² — суходіл та 0,01 км² — водойми.

## Демографія
Згідно з переписом 2010 року, у переписній місцевості мешкало 1498 осіб у 668 домогосподарствах у складі 419 родин. Густота населення становила 572 особи/км².  Було 728 помешкань (278/км²).
Расовий склад населення:
| - 98,0 % — білих - 0,5 % — азіатів - 0,1 % — корінних американців - 0,1 % — чорних або афроамериканців |

До двох чи більше рас належало 1,2 %. Частка іспаномовних становила 0,5 % від усіх жителів.
За віковим діапазоном населення розподілялося таким чином: 21,0 % — особи молодші 18 років, 59,9 % — особи у віці 18—64 років, 19,1 % — особи у віці 65 років та старші. Медіана віку мешканця становила 43,2 року. На 100 осіб жіночої статі у переписній місцевості припадало 97,9 чоловіків;  на 100 жінок у віці від 18 років та старших — 92,0 чоловіків також старших 18 років.
Середній дохід на одне домашнє господарство  становив 53 735 доларів США (медіана — 50 000), а середній дохід на одну сім'ю — 56 386 доларів (медіана — 50 904). За межею бідності перебувало 11,6 % осіб, у тому числі 25,2 % дітей у віці до 18 років та 7,6 % осіб у віці 65 років та старших.
Цивільне працевлаштоване населення становило 609 осіб. Основні галузі зайнятості: освіта, охорона здоров'я та соціальна допомога — 31,0 %, виробництво — 22,5 %, роздрібна торгівля — 16,1 %.